# Burkettsville

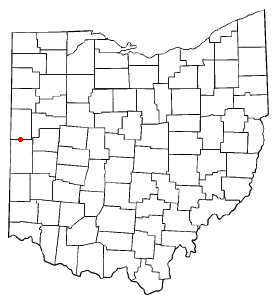
Burkettsville na planie stanu Ohio

Burkettsville – wieś w USA, w stanie Ohio, w hrabstwie Darke. Miejscowość istnieje od roku 1883.
Liczba mieszkańców w 2010 roku wynosiła 244, a w roku 2012 wynosiła 245.